# Miltochrista virginea
Miltochrista virginea là một loài bướm đêm thuộc phân họ Arctiinae, họ Erebidae.